# Grb Sijera Leonea
Grb Sijera Leonea je u službenoj upotrebi od 1960.
Grb prikazuje dva lava koji pridržavaju štit. Na štitu je prikazan još jedan lav ispod stilizirane Lavlje planine, po kojoj je država dobila ime. Iznad planine su tri baklje koje simboliziraju obrazovanje i napredak. Na dnu štita su plave valovite linije koje predstavljaju more. Tri glavne boje na grbu - zelena, bijela i plava, pojavljuju se i na zastavi Sijera Leonea. Zelena boja simbolizira poljoprivedne i prirodne resurse, plava luku glavnog grada Freetowna, a bijela jedinstvo i mir. Ispod štita je bijela traka s državnim geslom Unity, Freedom, Justice (Jedinstvo, mir, pravda). 